# Melincué
Melincué är en kommunhuvudort i Argentina.   Den ligger i provinsen Santa Fe, i den centrala delen av landet, 300 km väster om huvudstaden Buenos Aires. Melincué ligger 91 meter över havet och antalet invånare är 2 228. Den ligger vid sjön Laguna Melincué.
Terrängen runt Melincué är mycket platt. Runt Melincué är det glesbefolkat, med 16 invånare per kvadratkilometer..